# From the Inside
«From the Inside» –en español: «Desde Adentro»– es el cuarto sencillo de Meteora, segundo álbum de estudio de Linkin Park. Esta canción ocupa la pista nº10 del álbum. Como una curiosidad en las partes donde Mike rapea se puede escuchar un sello si se pone atención. La letra tiene un mensaje parecido al de "By Myself" pues ambas hablan sobre inseguridad en sí mismo.

## Canción
El sencillo se lanzó en Australia y Estados Unidos en formato CD y en Reino Unido como descarga digital. El inicio de la canción sigue del final del sencillo anterior "Breaking The Habit" y el final es el inicio de la canción "Nobody's Listening".

## Vídeo musical
El vídeo, dirigido por Joe Hahn, se lleva a cabo durante un disturbio. En medio del disturbio, están Mike Shinoda y Chester Bennington. El vídeo se centra en torno a un niño que es abandonado por su tutor durante el caos. El niño se pierde en medio de los disturbios. En un momento, el niño grita como Chester y derriba toda la multitud y, por tanto, el motín se detiene y todos caen; finalmente, el niño se queda sin aliento. 
El vídeo fue filmado entre las bandas de la gira Europa '03 en Praga, República Checa. La realización del vídeo se puede encontrar en el episodio 4 de LPTV (Temporada 2).

## Lista de canciones
1. «From the Inside» - 2:53
2. «Runaway» (Live) - 3:07
3. «From the Inside» (Live) - 3:00

## Posicionamiento
| Listas (2004)                | Posición máxima |
| ---------------------------- | --------------- |
| Francia Singles Top 100      | 35              |
| Alemania Singles Top 100     | 35              |
| Australia Singles Top 50     | 37              |
| Suiza Singles Top 100        | 38              |
| Austria Singles Top 75       | 42              |
| Suecia Singles Top 60        | 52              |
| Nueva Zelanda Singles Top 50 | 50              |
| Italia Singles Top 100       | 41              |

## Músicos
- Chester Bennington - voz
- Mike Shinoda - rapping, guitarra rítmica, sintetizador, piano
- Brad Delson - guitarra líder, coros
- Rob Bourdon - batería, coros
- Joe Hahn - disk jockey, sampler, coros
- Dave Farrell - bajo eléctrico, coros